# Нагірний Ярослав Петрович
Ярослав Петрович Нагірний (нар. 1 березня 1954, с. Біще Бережанського району Тернопільської області, Україна) — український вчений у галузі стоматології, доктор медичних наук (2009), професор (2010), завідувач кафедри хірургічної стоматології Тернопільського національного медичного університету імені І. Я. Горбачевського.

## Життєпис
Закінчив стоматологічний факультет Львівського медичного інституту у 1976 році.
1976—1985 — хірург—стоматолог обласної стоматологічної поліклініки м. Тернополя. 
1985—1987 — клінічний ординатор курсу стоматології при кафедрі шпитальної хірургії Тернопільського державного медичного інституту. 
1987—1999 — лікар—ординатор стоматологічного відділу Тернопільської обласної клінічної лікарні. 
1999—2006 — завідувач курсу стоматології Тернопільського державного медичного університету.
2006—2008 — завідувач кафедри хірургічної та ортопедичної стоматології Тернопільського державного медичного університету імені І. Я. Горбачевського.
2008—2016 — завідувач кафедри хірургічної стоматології і водночас декан стоматологічного факультету.
Від 2016 року донині — завідувач кафедри хірургічної стоматології ТНМУ.

## Наукова діяльність
Кандидатська дисертація на тему «Значение состояния факторов резистентности организма в прогнозировании послеоперационных осложнений при хирургическом лечении детей с врожденными расщелинами губы и неба» захищена у 1989 році у Центральному науково—дослідному інституті стоматології (м. Москва).
У 2009 році захистив докторську дисертацію на тему «Шляхи оптимізації репаративного остеогенезу у хворих з травматичними переломами нижньої щелепи» у Національному медичному університеті імені О. О. Богомольця (м. Київ).
Є автором і співавтором понад 117 навчально-методичних і наукових публікацій, серед яких 2 патенти на винахід, 6 патентів на корисну модель, 5 посібників (1 англійською мовою).

### Окремі праці
- Нагірний Я.П, .Фесик В.Л.  Особливості гемограми та імунного статусу у постраждалих з травматичними переломами нижньої щелепи в залежності від психосоматичного типу особистості // Український  стоматологічний  альманах. – 2017. – № 1. – С.23-25.
- Нагірний Я.П, .Фесик В.Л. Особливості перебігу загоєння переломів нижньої щелепи у осіб з різним психосоматичним типом особистості //Клінічна стоматологія. – 2017. – № 2. – С. 30-35/.
- Нагірний Я.П. .Фесик В.Л. Дослідження клітинної ланки імунітету у постраждалих з травматичними переломами нижньої щелепи //Український  стоматологічний  альманах. – 2017. – № 3. – С.18-21.
- Нагірний Я.П, Фесик В.Л  Дослідження  гуморальної клітинної ланки імунітету у постраждалих з травматичними переломами нижньої щелепи //Вісник наукових досліджень. – 2017. – № 4.
- Нагірний Я.П., Фесик В.Л, Аветіков Д.С, Локес К.П. Адаптаційні реакції серцево-судинної системи і неспецифічної резистентності організму у постраждалих з переломами нижньої щелепи //Світ медицини та біології.– 2019. – № 1(67). – С. 79 – 83 (Web of scince )
- Oleh S. Fitkalo1, Roman Z. Ohonovskyi1, Khrystyna R. Pohranychna1 Yaroslav P. Nahirnyi, Andriy V. Netlyukh1. CLINICAL FEATURES OF TOXIC JAW BONE OSTEOMYELITIS // Wiad Lek. 2021;74(2):263-267 (Scopus).